# تلال لارت
ترتبط تلال لارت بالفترة الساسانية فترات ما بعد الإسلامية التاريخية وتقع في مدينة بدرة، على بعد 5 كم غرب قرية لارت. تم تسجيل هذا العمل في 15 سبتمبر 1941 بالرقم 8 باعتباره أحد الأعمال الوطنية لإيران.